# Zarębkowo
Zarębkowo – dawna kolonia. Tereny, na których leżała, znajdują się obecnie na Białorusi, w obwodzie witebskim, w rejonie głębockim, w sielsowiecie Prozoroki.

## Historia
W czasach zaborów folwark w powiecie dzisieńskim, w guberni wileńskiej Imperium Rosyjskiego. Pod koniec XIX wieku należał do Twardomańskich.
W latach 1921–1945 folwark a następnie kolonia leżała w Polsce, w województwie wileńskim, w powiecie dziśnieńskim, w gminie Prozoroki.
Według Powszechnego Spisu Ludności z 1921 roku zamieszkiwało tu 58 osób, 48 było wyznania rzymskokatolickiego, 9 prawosławnego a 1 mojżeszowego. Jednocześnie 38 mieszkańców zadeklarowało polską a 20 białoruską przynależność narodową. Było tu 5 budynków mieszkalnych. W 1931 w 10 domach zamieszkiwały 62 osoby.
Wierni należeli do parafii rzymskokatolickiej i prawosławnej w Prozorokach. Miejscowość podlegała pod Sąd Grodzki w Głębokiem i Okręgowy w Wilnie; właściwy urząd pocztowy mieścił się w Prozorokach.